# Academia Militar M. V. Frunze
Academia Militar M. V. Frunze, oficialmente Ordem Militar de Lenin e da Revolução de Outubro, Estandarte Vermelho e Ordem de Suvorov, Academia com o nome de M. V. Frunze, foi a mais alta instituição de treinamento militar da União Soviética e da Federação Rússa, entre 1918 a 1998. A tarefa da academia era treinar oficiais com formação militar superior.

## Antes da revolução
A academia militar batizada em homenagem a Mikhail Frunze sucedeu a Academia do Estado-Maior Geral Nikolaev, a principal instituição militar do Império Russo, fundada em 26 de novembro de 1832.  Durante sua existência, vários milhares de oficiais com educação militar superior foram formados nessa instituição, a fim de ocuparem a maior parte dos cargos administrativos e de comando do exército russo.

## Na União Soviética
Em 3 de maio de 1918, a Academia Nikolaev foi reorganizada e deu origem à Academia do Estado Maior do Exército Vermelho. A primeira turma, recebida em novembro de 1918, era composta de 183 alunos. Em 1921, ela foi transformada na Academia Militar do Exército Vermelho, e em 31 de outubro de 1925 ela recebeu o nome de M. V. Frunze, que a comandara entre 1923 e 1925. Durante a Segunda Guerra Mundial, entre novembro de 1941 e dezembro de 1943, a Academia foi evacuada para Frunze, no Quirguistão.
Academia treinou dezenas de milhares de oficiais, dos quais cerca de trinta se tornaram marechais da União Soviética e chefes marechais das forças armadas, e mais de sessenta tornaram-se generais do exército. Dentre os graduados mais famosos da Academia estão Júkov, Budionni, Vatutin, Govorov, Zakharov, Konev, Malinovski, Stern e Chuikov. Mais de 700 graduados da Academia receberam os títulos de Herói da União Soviética e Herói da Federação Russa.

## Fusão
Em 1998 a Academia Militar M. V. Frunze foi fundida com a Academia Malinovski, dando origem à Academia de Armas Combinadas das Forças Armadas da Federação Russa, e que desde 2010 é conhecida como Centro Educacional e Científico Militar.

## Condecorações da Academia
- Ordem de Lenin (18/12/1934)
- Ordem da Revolução de Outubro (08/12/1978)
- Ordem da Bandeira Vermelha (01/01/1922)
- Ordem de Suvorov, I grau (21/02/1945)

### Ordens estrangeiras
- Ordem da República Popular da Bulgária I grau (Bulgária, 1967)
- Ordem do Estandarte Vermelho (Mongólia, 1968)
- Ordem de Batalha "Por serviços ao povo e à pátria", em ouro (Alemanha Oriental, 1971)
- Ordem da Bandeira Vermelha (Hungria, 1975)
- Ordem da Amizade (Vietnã, 1977)
- Ordem do Estandarte Vermelho (Tchecoslováquia, 1978)
- Ordem do Mérito para a República da Polônia (Polônia, 1978)
- Ordem do 22 de junho (Iêmen do Sul, 1980)
- Ordem de Antonio Maceo (Cuba, 1983)